# Grace Jones
Grace Beverly Jones (Spanish Town, 19 maggio 1948) è una cantante, attrice e modella giamaicana.
Carismatica figura della musica disco-pop, nota per il suo marcato stile androgino, nel 1999 è stata inserita alla posizione 82 nel sondaggio di VH1 100 Greatest Women of Rock and Roll.
Nata in Giamaica, ha iniziato la sua carriera come modella prima a New York e poi a Parigi (città nella quale divideva l'appartamento con la supermodella Jerry Hall e la futura attrice Jessica Lange), sfilando per Yves Saint Laurent, Claude Montana, Azzedine Alaïa, Kenzo Takada e lavorando con fotografi del calibro di Helmut Newton, Hans Feurer e Guy Bourdin.
Nel 1975 inizia la sua carriera discografica assicurandosi un contratto con l'etichetta Island Records per la pubblicazione di sei album, i primi tre caratterizzati da un sound prettamente disco che la consacreranno come artista di punta della scena gay dei club newyorkesi. In seguito, a partire dagli anni ottanta opterà per un sound new wave, reggae, funk, post-punk e pop, collaborando con il grafico, artista e illustratore Jean-Paul Goude, con cui ha iniziato una relazione sentimentale e che contribuì a riplasmare la sua immagine oltre a realizzare le copertine dei suoi dischi.
Negli anni settanta Jones entra a far parte della vita mondana, apparendo in vari locali glamour della scena newyorkese, come lo Studio 54, le cui performance e stravaganze la consacreranno come icona pop.
Nella seconda metà degli anni ottanta collabora anche con Andy Warhol e Keith Haring per la realizzazione del videoclip di I'm Not Perfect (But I'm Perfect for You); i due artisti disegnano per lei una grossa tela decorata poi trasformata in enorme gonna indossata da Jones. Keith Haring collaborò con lei anche dipingendole il corpo per alcune esibizioni al Paradise Garage, discoteca in voga della New York anni ottanta.
Nel 1982, ha pubblicato A One Man Show, VHS della performance omonima dal vivo che le è valsa una nomination come miglior album video alla ventiseiesima edizione dei Grammy Awards.
Nell'arco della sua carriera ha piazzato quattro singoli al primo posto della classifica dance di Billboard (I Need a Man, Slave to the Rhythm, Love on Top of Love e Sex Drive) e diversi altri suoi singoli sono entrati nelle top 40 di molti paesi come La Vie en rose (cover di Édith Piaf), il classico di Astor Piazzolla Libertango reintitolato I've Seen That Face Before (Libertango), utilizzato anche nella colonna sonora del film Frantic di Roman Polański e Pull Up to the Bumper del 1981, che rimase per sette settimane al secondo posto della classifica Dance Club Songs e si piazzò nei primi cinque singoli della U.S. R&B chart.
Tra i suoi album di maggior successo Warm Leatherette (1980), Nightclubbing (1981) e Slave to the Rhythm (1985).
Jones ha ottenuto consensi anche come attrice, apparendo in diversi film indipendenti negli anni settanta prima di ottenere il suo primo ruolo importante nel film d'azione-fantasy Conan il distruttore (1984), dove recita al fianco di Arnold Schwarzenegger, e successivamente nel film di James Bond 007 - Bersaglio mobile (1985) e nel film cult Vamp (1986); per ognuno di questi ruoli ha ottenuto la nomination ai Saturn Award come migliore attrice non protagonista. Nel 1992 ha recitato nel film Il principe delle donne con Eddie Murphy, per il quale ha contribuito anche alla colonna sonora.
Nel 2016, Billboard l'ha classificata al quarantesimo posto tra i più grandi artisti dance di tutti i tempi.
Jones ha lavorato spesso anche in Italia: appare nel film del 1976 Quelli della calibro 38 per il quale incide anche due brani della colonna sonora, nel 1978 è nel cast del controverso varietà di Rai 2 Stryx in cui interpretava la Rumstryx, all'epoca oggetto di pesanti polemiche e censure; partecipa al Festival di Sanremo 1991 abbinata alla canzone Spalle al muro di Renato Zero, la cui versione in inglese si intitola Still Life e ricalca il testo originale, concludendo con gli ultimi versi in italiano.

## Biografia

### Le origini e la carriera di modella
Grace Jones nasce a Spanish Town in Giamaica nel 1948 (anche se alcune fonti riportano come anno di nascita il 1952) da Marjorie Williams e Robert W. Jones politico e pastore apostolico locale. La coppia aveva già due figli e ne avrebbe avuti altri quattro.
Come indicato nella sua biografia I'll Never Write My Memoirs, Robert e Marjorie si trasferirono sulla costa orientale degli Stati Uniti dove Robert lavorò come bracciante agricolo finché un'esperienza spirituale durante un tentativo di suicidio lo ispirò a diventare un ministro pentecostale. Mentre erano negli Stati Uniti i due affidarono i loro figli alla madre di Marjorie, nonna della Jones e al suo nuovo marito, Peart. Quest'ultimo si rivelò un uomo molto severo e violento che picchiava regolarmente i bambini a lui affidati, imponendo loro una disciplina molto rigida. La Jones ha più volte dichiarato di odiare il suo nonno putativo, descrivendo la sua infanzia come un periodo di gravi abusi. È cresciuta nella fede pentecostale della famiglia, dovendo partecipare ogni sera a incontri di preghiera e letture bibliche, frequentando anche una scuola pentecostale, la Pentecostal All Saints School, prima di essere mandata in una vicina scuola pubblica. Da bambina la Jones si rivelò essere molto timida e chiusa in se stessa, avendo un solo amico a scuola, ed era spesso vittima di bullismo da parte degli altri compagni di classe per la sua corporatura magra, ma nonostante questo eccelleva negli sport e trovava conforto soltanto nella natura selvaggia della Giamaica.
All'età di tredici anni la Jones raggiunse i suoi genitori con i suoi fratelli a Lyncourt un sobborgo della città di Syracuse nello stato di New York, dove il padre si era stabilito come ministro della chiesa apostolica di Gesù Cristo nel 1956. La Jones si diploma e in seguito frequenta l'Onondaga Community College. Proprio in questo periodo inizia a sviluppare una personalità ribelle nei confronti dei genitori e della religione: inizia a truccarsi, bere alcool e a frequentare i locali gay della città assieme a suo fratello.
Sempre durante il college frequenta un corso di teatro e la sua insegnante le suggerisce di prendere parte alle rappresentazioni teatrali estive che si svolgono a Philadelphia. È in questa città che la Jones abbraccia la controcultura hippy che dilagava in quel periodo e decide di trasferirvici per qualche tempo, mantenendosi come go-go dancer e facendo largo uso di LSD. La cantante ha dichiarato che l'uso di LSD è stato molto importante per la sua crescita emotiva.
Nel 1966 all'età di diciotto anni torna a New York e riesce a farsi ingaggiare da un'importante agenzia di moda, la Wilhelmina Models, ma il lavoro per una modella nera latita. Un giorno del 1970, lasciata arrabbiata la sede dell'agenzia, uscendo dall'ascensore incontra due agenti di nome Stefan e Rogi, della nuovissima agenzia di moda Euro Planning di Parigi, fondata da Claude Haddad; i due le dicono che se dovesse capitare a Parigi l'avrebbero volentieri assunta. Così dà addio a New York con un trip di acidi e feste lungo due settimane, poi con il suo book e il suo caratteristico cappellino militare, senza alcuna certezza prende un volo per Parigi, dove può contare solamente sull'amico illustratore Antonio Lopez. Atterrata a Parigi ancora in preda agli acidi, va in autostop fino in Lussemburgo, e ritorna a Parigi in treno. Prima di provare quella nuova agenzia riesce ad avere un colloquio con John Casablancas, il quale però le sconsiglia Parigi dicendo che "cercare di vendere una modella nera a Parigi è come cercare di vendere una vecchia macchina che nessuno vuole comprare", ottenendo da lei per risposta l'augurio di morire di cirrosi al fegato. Si presenta quindi alla Euro Planning, che sta ai patti e la assume subito; Grace va ad aggiungersi alle appena due modelle già assunte dalla neonata agenzia, che sono la futura attrice Jessica Lange e Jerry Hall, con le quali va anche ad abitare. Da quel momento, nella capitale francese inizia la sua vera carriera di modella. L'ambiente parigino è molto più recettivo nei confronti dell'immagine androgina e audace della Jones tanto da essere scelta dai maggiori stilisti del tempo come Yves Saint Laurent, Claude Montana, Azzedine Alaïa e Kenzō Takada per le loro sfilate. Appare anche sulle copertine di numerose riviste come Vogue, Elle e Stern, fotografata da Helmut Newton, Guy Bourdin ed Hans Feurer. Con la collega Jerry Hall frequenta spesso i più importanti locali gay della città, iniziando a cementare la sua fama di icona gay e stringendo amicizie con Giorgio Armani e Karl Lagerfeld. Nel 1973 appare anche sulla copertina della ristampa dell'album discografico di Billy Paul Ebony Woman.

### La carriera discografica e cinematografica
Nel 1970 appare nel film Sweet Vengeance di Amin Q. Chaudhri e nel 1973 recita una piccola parte nel film La guerra di Gordon di Ossie Davis.
È in quel periodo che decide di intraprendere la carriera musicale; il primo singolo I Need a Man del 1975, scritto da Pierre Papadiamondis e Paul Slade, fu originariamente registrato e pubblicato in Francia per l'etichetta Orfeus, nel periodo in cui la Jones lavorava ancora come modella. La prima pubblicazione del singolo passò abbastanza inosservata. Il brano è stato successivamente remixato e pubblicato negli Stati Uniti dall'etichetta Beam Junction prima che la Jones firmasse un contratto discografico con la Island Records, includendo questa versione nel suo album di debutto del 1977 Portfolio. Il remix divenne un successo da discoteca, raggiungendo il primo posto nella classifica Dance Club Songs di Billboard. Il successo del brano fece in modo di aumentare la popolarità della cantante tra il pubblico gay. Il mix originale del 1975 insieme al suo lato B, Again and Again, sono a tutt'oggi inediti in CD.
Nel 1976 pubblica I'll Find My Way To You, brano scritto da Hal Shaper su musica di Stelvio Cipriani, inciso per la colonna sonora del film Quelli della calibro 38, diretto da Massimo Dallamano, poliziottesco in cui la Jones interpretava un piccolo ruolo come cantante di night.
Il lato b del brano era già apparso nel singolo di debutto della cantante, I Need a Man. Nel 1978 il 45 giri fu pubblicato per il mercato turco, in seguito alla distribuzione del film in quel territorio, e nel 2010 vide una pubblicazione digitale rimasterizzata, pubblicata sulle piattaforme digitali e di streaming.. Il brano verrà inserito tre anni più tardi, in una versione ricantata e riarrangiata come sesta traccia dell'album Muse.
Nel 1976 pubblica il suo terzo singolo, Sorry, scritto dalla stessa Jones e da Pierre Papadiamondis, fu pubblicato per l'etichetta Orfeus in Francia e per la Beam Junction negli Stati Uniti. Sul lato B era presente il brano That’s the Trouble, che è stato poi rilasciato in Francia, Canada, Germania, Italia, Regno Unito, Olanda, Brasile e Giappone come A-side. In altri territori il singolo è uscito come doppio lato A. Entrambe le canzoni sono state successivamente inserite nelle loro versioni edit, nell'album di debutto Portfolio, con That’s the Trouble presente nella versione remix del 1977.
Prodotto da Tom Moulton. Registrato al Sigma Sound Studios di Philadelphia, l'album contiene tre rielaborazioni in chiave disco di brani estratti da celebri musical di Broadway: Send in the Clowns scritta originariamente da Stephen Sondheim per il musical A Little Night Music, What I Did for Love dal musical A Chorus Line e Tomorrow, tratto da Annie.
Ma è con la cover di La Vie en rose che la Jones ottiene un primo grande successo discografico. La versione del singolo è stata notevolmente modificata da quella presente nell'album, con un arrangiamento in stile bossa nova e disco, ed è divenuta la sua prima grande hit internazionale e una delle sue signature song. Nel Regno Unito il brano è riuscito ad entrare nella Top 20 della classifica ufficiale soltanto nel 1986, quando è stato ripubblicato assieme a Pull Up to the Bumper per promuovere la raccolta Island Life. Il singolo entrò nella top ten di molti paesi ed ottenne il disco d'oro in Francia e Italia e si posizionò al decimo posto nella classifica dance di Billboard.
Grace Jones ha dichiarato questo a proposito della canzone: «Questa è davvero una canzone speciale per me. Mio Dio, piango sempre ogni volta che la canto. Ho avuto alcuni amanti francesi, per questo ogni volta che la canto penso sempre a loro.».
Il sette giugno 1978 viene pubblicato il secondo album della cantante, Fame prodotto anch'esso da Moulton. Come singolo di lancio viene estratto Do or Die, l'unico internazionale dell'album, che raggiunge il terzo posto nella classifica dance di Billboard ed altri quattro singoli locali: per il mercato francese Autumn Leaves, versione inglese del brano Les feuilles mortes standard jazz scritto dal poeta Jacques Prévert e reso celebre da Yves Montand, per il mercato italiano Anema e core, classico della canzone napoletana rivisitato in chiave disco, Comme Un Oiseau Qui S'Envole per il mercato canadese e giapponese, Fame, per il solo mercato del nord America, che abbinato a Do or Die e Pride, raggiunse il terzo posto della classifica Dance Club Songs, e Am I Ever Gonna Fall in Love in New York City, pubblicato per il solo mercato australiano.
In questo periodo i suoi show dal vivo, sempre più trasgressivi ed eccentrici, le fanno guadagnare lo status di Queen of the Gay Discos, Regina delle discoteche gay.
Nell'ottobre del 1978 è ospite musicale fisso di Stryx, controverso varietà di Rai 2 diretto da Enzo Trapani, nelle vesti di Rumstryx.
Il 4 settembre 1979 viene pubblicato l'album Muse, il terzo ed ultimo della trilogia disco. L'album viene promosso dal singolo On Your Knees che ottiene meno successo dei precedenti, fermandosi al ventitreesimo posto della classifica dance di Billboard. La cantante firma tre brani dell'album, Sinning, Repentance (Forgive Me) e Don't Mess with the Messer. Per gli artwork dei tre album disco la Jones si è avvalsa della collaborazione del fotografo Richard Bernstein.
Nello stesso anno appare nel documentario Army of Lovers or Revolution of the Perverts/Armee der Liebenden oder Revolte der Perversen, realizzato dall'attivista tedesco per i diritti civili Rosa von Praunheim.

### Gli anni ottanta

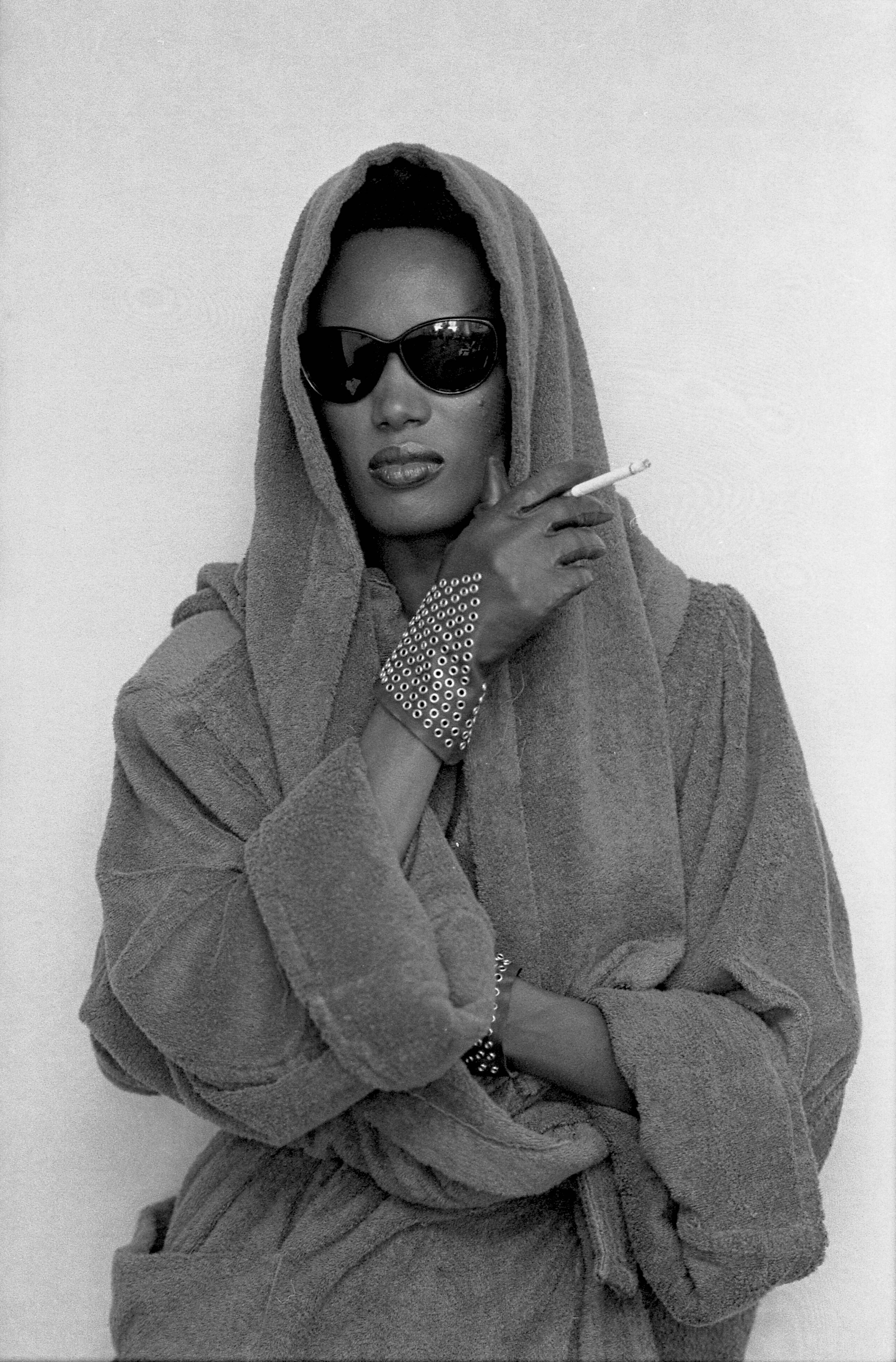
Grace Jones nel 1984

Nel 1980 la Jones abbandona il genere disco ormai in declino, per un sound new wave che caratterizza il suo nuovo album, Warm Leatherette. L'album, composto interamente da cover (fatta eccezione per A Rolling Stone, l'unico inedito scritto da lei), prodotto dal duo Sly and Robbie, Chris Blackwell e Alex Sadkin, è caratterizzato da una completa reinvenzione sia in termini musicali che d'immagine, con un sound reggae, post-punk e pop. Registrato negli storici Compass Point Studios alle Bahamas, il disco contiene brani dei The Normal (Warm Leatherette), The Pretenders (Private Life), Roxy Music (Love Is the Drug), Smokey Robinson (The Hunter Gets Captured by the Game), Tom Petty and the Heartbreakers (Breakdown) e Jacques Higelin (Pars). Nessuno di questi singoli però riesce ad ottenere successo commerciale, fatta eccezione per Private Life (accoppiato sul lato b ad una cover dei Joy Division, She's Lost Control, non inserita nell'album), il primo che riesce ad entrare nella classifica inglese al diciassettesimo posto, ma nonostante questo l'album è considerato tra i suoi lavori più compiuti ed acclamati dalla critica. Durante le session dell'album viene registrata anche Pull Up to the Bumper, ma il produttore Blackwell riteneva che il brano, con un sound troppo R&B, non si adattasse al resto del materiale prodotto; il brano fu così escluso dalla tracklist finale e ripreso l'anno successivo durante le sessioni di Nightclubbing.
La copertina del disco che ritrae la Jones con un taglio di capelli detto flattop, tipico maschile, seduta con le braccia incrociate e con un finto pancione atto a simulare una gravidanza, segna l'inizio della collaborazione con Jean-Paul Goude e vede il debutto di quel look androgino che la caratterizzerà negli anni a venire.
Nel 1981 ottiene un successo ancora maggiore con l'album Nightclubbing, prodotto dallo stesso team. Anche questa volta si tratta di un disco composto quasi interamente da covers (Flash and the Pan Walking in the Rai), Bill Withers (Use Me), Iggy Pop/David Bowie (Nightclubbing), (fatta eccezione per i brani Pull Up to the Bumper, Art Groupie e Feel Up, scritti dalla stessa Jones ed i suoi collaboratori). L'album fu acclamato dalla critica, notando l'influenza che ha avuto nel corso degli anni sulla musica pop e su numerosi artisti mainstream ed alternativi e come il personaggio androgino creato dalla Jones abbia profondamente influenzato l'arte e la moda. Nightclubbing è ampiamente considerato il miglior album in studio della cantante e il disco che ha consolidato il suo status di icona pop; viene inoltre indicato come uno dei migliori album degli anni ottanta, e viene costantemente inserito nelle classifiche dei migliori dischi mai realizzati. L'album è entrato nella Top 5 in quattro paesi del mondo ed è diventato anche il suo piazzamento più alto nella Hot 100 di Billboard posizionandosi al trentaduesimo posto.
L'album è ricordato anche per la sua iconica copertina, che ritrae la cantante con il suo tipico taglio di capelli maschile, mentre fuma una sigaretta indossando un completo maschile di Armani ed è spesso ricordata come uno dei primi esempi di crossdressing e androginia, nonché di ambiguità sessuale.
Dall'album furono estratti sei singoli, tra cui Demolition Man, scritto da Sting, e le hit Pull Up to the Bumper e I've Seen That Face Before (Libertango). Quest'ultimo, uscito come secondo estratto dell'album, rielaborazione del brano Libertango di Astor Piazzolla, composizione strumentale di tango argentino del 1974, sovrapposta ad un arrangiamento beguine ed un testo scritto dalla stessa Jones, Barry Reynolds, Dennis Wilkey e Nathalie Delon, ottenne un grande successo commerciale, vendendo solo in Francia 146 800 copie. 
Raggiunse la Top 20 in cinque paesi europei, compreso il primo posto in Belgio, ed è considerata come una delle sue Signature song.
Il testo descrive il lato più oscuro ed ambiguo della vita notturna parigina. La canzone include alcune frasi recitate in francese (Tu cherches quoi ? À rencontrer la mort ? Tu te prends pour qui ? Toi aussi tu détestes la vie...). La Jones ha anche registrato una versione in lingua spagnola del brano intitolato Esta cara me es conocida, e una seconda versione in inglese con i passaggi in francese recitati in lingua portoghese.
La canzone, pur non essendo stata inclusa nella colonna sonora ufficiale del film, è presente in alcuni momenti chiave del thriller Frantic, ambientato a Parigi, diretto da Roman Polański nel 1988 e interpretato tra gli altri da Harrison Ford. Il brano è presente anche nel secondo episodio della prima stagione della serie TV Pose.
Pull Up to the Bumper scritto da Grace Jones, Kookoo Baya e Dana Manno, suscitò subito alcune controversie per i suoi riferimenti al rapporto sessuale e alla fellatio, tanto da spingere alcune stazioni radio americane a censurare la canzone e in alcuni casi a non trasmetterla. Tuttavia, in un'intervista del 2008 alla rivista Q la Jones ha rivelato che il significato del testo non era necessariamente inteso come metafora del sesso anale..
Uscito come terzo estratto dell'album, ottenne un grande successo commerciale, rimanendo per sette settimane consecutive alla seconda posizione della classifica Dance Club Songs di Billboard negli Stati Uniti, ed entrando anche nella Top Five della classifica americana R&B. Nel Regno Unito raggiunse il cinquantatreesimo posto all'epoca della sua uscita, mentre la ristampa in versione remix del singolo pubblicata nel 1985 conquistò la dodicesima posizione nel febbraio del 1986.. Nel corso degli anni Pull Up to the Bumper è stato remixato più volte.
Durante la promozione televisiva dell'album, ospite del talk show della BBC di Russell Harty la Jones schiaffeggiò in diretta il conduttore reo, secondo la cantante, di averla ignorata voltandole le spalle per intervistare un altro ospite.
Nell'inverno del 1981 la cantante realizza un tour dal titolo A One Man Show andato in scena al Drury Lane Theatre di Londra e al Savoy Theater di New York. La versione video pubblicata in VHS l'anno successivo otterrà una nomination ai Grammy Awards. La Jones si esibisce vestita da elaborati costumi e maschere (nella sequenza di apertura come un gorilla) e insieme a una serie di sosia di lei stessa. Il tour propone brani tratti dagli ultimi due album, più alcune tracce della trilogia disco. Nello stesso anno recita nel film Deadly Vengeance.
Nel 1982 pubblica l'album Living my life, il terzo capitolo di un'ideale trilogia reggae. A differenza dei precedenti, l'album contiene solo brani inediti ed una sola cover (The Apple Stretching, brano di Melvin Van Peebles). Anche in questo caso si rivelò un successo, entrando nella top venti di cinque paesi, riuscendo a vendere oltre quattrocentomila copie negli Stati Uniti. L'album fu promosso dal singolo Nipple to the Bottle ottenendo un grande successo nelle classifiche, in particolare in Nuova Zelanda, Belgio e Stati Uniti, dove raggiunse la seconda posizione della Dance Club Songs di Billboard. The Apple Stretching, Unlimited Capacity for Love, My Jamaican Guy e Cry Now, Laugh Later furono gli altri singoli estratti dall'album.
Living My Life, registrato originariamente per le sessioni dell'album, a cui per altro diede il titolo, all'ultimo momento non fu inserito nella tracklist finale dell'album, probabilmente per via del fatto che non si adattasse all'atmosfera reggae caraibica dell'album e venne pubblicato come singolo a sé stante nel 1983. Altri due brani vennero registrati durante le sessions, Man Around the House e Ring of Fire, cover di Johnny Cash, ma anch'esse furono escluse dalla tracklist finale e rese disponibili soltanto nel 1998 all'interno della compilation Private Life: The Compass Point Sessions.
Nel 1984 prende parte al film Conan il distruttore per la regia di Richard Fleischer dove recita al fianco di Arnold Schwarzenegger nel ruolo della guerriera Zula, e l'anno successivo è nel cast del film di James Bond 007 - Bersaglio mobile nel ruolo della spietata May Day. Per entrambi i ruoli otterrà la candidatura come migliore attrice non protagonista ai Saturn Award.
Nel 1985 collabora con gli Arcadia, per il singolo Election Day dove interpreta una strofa con la sua caratteristica voce in recitativo. Nello stesso anno diventa una delle testimonial per gli spot dello scooter Honda e posa nuda con il suo fidanzato di allora, Dolph Lundgren per un servizio fotografico di Playboy.
Nello stesso anno torna in studio di registrazione per quello che è l'ultimo album inciso per la Island Records, Slave to the Rhythm.
Pubblicato il 28 ottobre 1985 e prodotto da Trevor Horn, il concept album diventa il più grande successo commerciale della cantante, anche grazie alla hit Slave to the Rhythm. La Jones ottenne anche una nomination agli MTV Video Music Award per il video della canzone.
L'album venne scritto da Bruce Woolley, Simon Darlow, Stephen Lipson e Trevor Horn (che ne fu, come accennato, anche il produttore) e rappresenta un "unicum" nella discografia della cantante in quanto, a differenza dei dischi precedenti, composti da canzoni differenti, esso è un vero e proprio concept album, composto da varie e radicali interpretazioni della stessa canzone, la title track. Il progetto doveva in origine essere proposto ai Frankie Goes to Hollywood come seguito del loro singolo Relax, ma alla fine venne affidato alla Jones.. Musicalmente, lo stile di Slave to the Rhythm varia dal funk al R&B, con alcuni guizzi ritmici go-go. Tutte le otto tracce sono inframmezzate da interviste condotte dal giornalista Paul Morley in cui Grace parla della sua vita, che danno all'intera registrazione una sfumatura autobiografica e dei fuori campo dell'attore Ian McShane che recita alcuni passi della biografia di Jean-Paul Goude Jungle Fever. Tuttavia, nella versione rimasterizzata su CD è stata tagliata una parte del materiale presente nella versione su vinile; molte canzoni sono state accorciate, la tracklist è stata alterata e molti estratti delle interviste sono stati eliminati. L'unica stampa su CD uguale a quella dell'LP è quella del 1987 (Island 422–842 612-2).. L'album fu un successo in particolare in Germania e in nord Europa, e raggiunse la dodicesima posizione in Inghilterra.
In questo periodo realizza anche un iconico spot della Citroën CX 25GTi turbo in cui guidava l'auto sfoderando tutta la sua prorompente e aggressiva sensualità. Le sequenze dello spot facevano parte del video del suo brano Slave to the Rhythm e vedevano la Jones uscire alla guida del veicolo da una gigantesca scultura elettronica che riproduceva la sua testa, posizionata nel mezzo di un deserto.
Nel dicembre dello stesso anno viene pubblicata la prima raccolta ufficiale della cantante, Island Life, che ottenne un grande successo commerciale, entrando nella top ten di molti paesi e toccando la vetta in Nuova Zelanda. Il disco si posizionò al quarto posto della classifica inglese, il suo più alto piazzamento mai raggiunto nel paese. La compilation è ricordata anche per l'iconica foto di copertina, realizzata da Gaude, che raffigura la cantante in un "arabesque impossibile", ottenuto modificando e montando insieme varie pose. La cover è stata parodiata diverse volte negli anni (anche da Nicki Minaj per il video di Stupid Hoe) ed è considerata una delle foto più celebri della cultura pop.
Nel 1985 appare anche del film documentario per la tv Mode in France diretto da William Klein.
Nel 1986 la Jones passa alla Manhattan Records per la quale incide l'album Inside Story. L'album è prodotto da Nile Rodgers, ex membro degli Chic, artefice del successo commerciale di Diana Ross, Debbie Harry, David Bowie e Madonna. L'album segna un'ulteriore svolta in termini stilistici, offrendo un sound pop molto più accessibile commercialmente rispetto agli album precedenti, aprendosi ad influenze caraibiche,jazz e gospel. Per la prima volta la cantante interviene anche come produttrice e firma tutti i brani dell'album assieme a Bruce Woolley. L'album fu oggetto di una massiccia campagna pubblicitaria e fu promosso dal singolo I'm Not Perfect (But I'm Perfect for You). Il video fu l'unica esperienza registica della Jones, che definì come la più difficile della sua vita, al quale parteciparono Tina Chow, Andy Warhol e Keith Haring. Quest'ultimo disegnò una grossa tela decorata, poi trasformata in enorme gonna indossata dalla Jones. Haring collaborò con lei anche dipingendole il corpo, e coinvolgendo per il video molti personaggi che gravitavano al Paradise Garage, discoteca che raccoglieva tutto il panorama artistico più in voga della New York anni ottanta.
Il singolo fu un grande successo commerciale, entrando nella Top 40 di molte classifiche europee, e fu anche il suo ultimo e più alto ingresso nella Billboard Hot 100, raggiungendo la sessantanovesima posizione. Il brano si posizionò nono in quella delle Hot R&B/Hip-Hop Songs e quarto nella Dance Club Songs.
Dall'album furono estratti altri tre singoli, Party Girl, Crush e Victor Should Have Been a Jazz Musician, che non ottennero però alcun successo. L'album ottenne il disco d'argento in Inghilterra.
Nello stesso anno recita nel film cult Vamp nel ruolo di Katrina la vampira, per il quale ottiene la sua terza nomination ai Saturn Award e l'anno successivo è nei film Diritti all'inferno, per la regia di Alex Cox e Siesta, per la regia di Mary Lambert che però non incontrano i favori di pubblico e critica. Per quest'ultimo la Jones guadagna una nomination ai Golden Raspberry Awards.
Nel 1988 è ospite dello speciale televisivo Christmas at Pee Wee's Playhouse.
Nel 1989 pubblica l'album Bulletproof Heart, che resterà per quasi vent'anni il suo ultimo album inciso in studio.
Prodotto da Chris Stanley (all'epoca il suo primo marito), C+C Music Factory e Jonathan Elias. Dall'album furono estratti solo due singoli, Love on Top of Love e una cover dance di Amado Mio. Il primo fu un grande successo da discoteca, essendo il terzo della cantante a raggiungere la vetta della Dance Club Songs di Billboard Il secondo fu remixato nel 1990 da Clivillés & Cole con il titolo Brazilian Mix e pubblicato come secondo singolo dell'album. Nonostante la tiepida accoglienza in Europa, divenne una hit da discoteca negli Stati Uniti dove raggiunse l'undicesima posizione della Dance Club Songs di Billboard, accoppiato come Double A-side al brano Crack Attack, presente anch'esso nell'album. Nessuno dei due singoli ottenne però ingressi nelle classifiche pop, ed anche l'album ricevette accoglienza negativa sia dal pubblico che dalla critica.

### Gli anni novanta
Nel 1990 la Jones appare nel documentario Superstar: The Life and Times of Andy Warhol e si imbarca nel suo secondo tour, Grace in Your Face.
L'anno successivo partecipa al Festival di Sanremo 1991 abbinata alla canzone Spalle al muro di Renato Zero, la cui versione in inglese si intitola Still Life e ricalca il testo originale, concludendo con gli ultimi versi in italiano. Interpretò il brano vestita da uomo una sera, e da donna nell'altra..
Nel 1992 interpreta lo stravagante ruolo di Helen Strangé nella commedia Il principe delle donne con Eddie Murphy, per il quale ha contribuito anche alla colonna sonora con il singolo 7 Day Weekend. Nello stesso anno incide un brano della colonna sonora del film Toys - Giocattoli con Robin Williams, dal titolo Let Joy and Innocence Prevail.
Nel 1993 incide il singolo Evilmainya, per la colonna sonora del film d'animazione Freddie the Frog diretto da Jon Acevski, nel quale la Jones è anche doppiatrice.
Nel 1993 le cronache riportano che la cantante stia lavorando al suo nuovo album, un progetto chiamato Black Marilyn che dovrebbe ritrarla in copertina come una Marilyn Monroe di colore. 
Nel settembre dello stesso anno viene pubblicato il singolo Sex Drive. Il brano è una cover del brano Track X del 1992, del gruppo britannico Sheep on Drugs, anche autore e produttore del singolo. Sul lat b è presente un'altra cover, Typical Male, del gruppo britannico Consolidated. Entrambi i brani furono prodotti durante le sessioni dell'album ma, per ragioni sconosciute la produzione dell'album fu abbandonata. Nonostante ciò il singolo fu un grande successo da discoteca, diventando il quarto ed ultimo della cantante a raggiungere la vetta della Dance Club Songs di Billboard. Durante le sessioni dell'album fu prodotta un'altra traccia dal titolo Volunteer che fu leakkata solo nel 2009.
Nel 1994 presta la voce al personaggio di Solene Solux per il videogioco Hell: A Cyberpunk Thriller.
Nel 1995 la Jones tornò a collaborare con Tom Moulton per una rivisitazione in chiave house del brano Victim di Candi Staton ma, anche in questo caso il progetto fu abbandonato sul nascere. Nello stesso anno recita nel film Cyber Bandits di Erik Fleming.
Nel 1996 pubblica il singolo Love Bites, un uptempo house, fu realizzato inspirandosi al personaggio che la Jones interpretò per il film Vamp, e fu prodotto per il canale televisivo via cavo Syfy, originariamente denominato Sci-Fi Channel, in concomitanza della Vampire Week, in cui vennero trasmessi film TV incentrati sulla figura dei vampiri. La canzone non fu commercializzata ufficialmente, nonostante la pubblicazione di un CD singolo e un 12" e non ebbe quindi alcun ingresso nelle classifiche. Nello stesso anno appare nel documentario televisivo In Search of Dracula with Jonathan Ross.
Nel 1997 la Jones intraprende una collaborazione con il musicista britannico Tricky per la realizzazione di un album dal titolo Force of Nature, che avrebbe dovuto essere pubblicato nel 1998. In seguito ai dissapori intercorsi tra i due artisti durante la realizzazione, l'album non vide mai la luce ma fu pubblicato soltanto un singolo dal titolo Hurricane (Cradle to the Grave) che tuttavia ricevette una distribuzione limitata in un promo White label, con due remix ad opera di DJ Emily. La canzone verrà ripresa e rimaneggiata dalla Jones dieci anni dopo durante le sessioni dell'album Hurricane, pubblicato nel 2008. Un altro brano delle sessions, Clandestine affair, che riciclava il ritornello dal suo brano inedito del 1993 Volunteer, è apparsa in un bootleg nel 2004.
Nello stesso anno debutta in teatro nel revival americano del musical The Wiz nel ruolo della Malvagia Strega dell'Ovest.
Nel 1998 pubblica il singolo promozionale Storm per la colonna sonora del film The Avengers - Agenti speciali. Il brano, scritto da Marius De Vries, Bruce Wolley, Chris Elliott, Betsy Cook e Andy Caine, con un arrangiamento orchestrale della The Radio Science Orchestra, fu pubblicato su CD singolo in versione limitata promozionale solo per alcuni paesi europei, accoppiato ad altre due tracce presenti nella colonna sonora. Commercialmente non ebbe alcun impatto nelle classifiche. I disastrosi risultati del film al botteghino e le stroncature ricevute dalla critica, fecero ottenere alla canzone una nomination ai Razzie Awards come "Peggior canzone originale".
Nello stesso anno recita nel film McCinsey's Island di Sam Firstenberg e appare negli speciali televisivi A Reggae Session e Behind the Music, nella puntata dedicata allo Studio 54.
Nel 1999 recita in un episodio della serie BeastMaster nel ruolo di Umpatra Warrior e nel film Palmer's Pick Up  di Christopher Coppola.

### Dal 2000 agli anni recenti
Nel 2000 pubblica il singolo The Perfect Crime, come colonna sonora degli spot promozionali del canale TV danese Wegelius Television. Il brano, scritto da Floppy M, anche produttore insieme a Oli Poulsen, fu pubblicato su CD singolo in versione limitata promozionale solo per la Danimarca, Svezia, e altri paesi del nord Europa in cui veniva diffuso il canale. Commercialmente non ebbe alcun impatto nelle classifiche.
Nel 2000 il Dj danese Funkstar De Luxe ha remixato in versione house Pull Up to the Bumper, utilizzando il vocal originale della Jones. Il singolo ha raggiunto il quarto posto nella classifica dance di Billboard e il numero sessanta nella classifica pop del Regno Unito. Nello stesso anno la Jones collabora con la rapper Lil' Kim nel brano Revolution contenuto nell'album The Notorious K.I.M..
Nel 2001 recita il ruolo della transessuale Christine nel film horror per la tv Wolf Girl al fianco di Tim Curry e nel film tv Shaka Zulu: The Citadel.
Nel 2002 partecipa al Pavarotti & Friends e nel 2004 prende parte al concerto tributo per Trevor Horn alla London's Wembley Arena.
Nel 2003 pubblica il singolo Fly to the Cloud in coppia con William Umana. Il brano, in stile Progressive House/Tribal House, è scritto dal DJ messicano William Umana, pubblicato su 12" in versione limitata promozionale solo per il mercato americano.
Nel 2005 appare nel documentario So Far So Goude, dedicato alla figura del suo storico collaboratore ed ex compagno Jean-Paul Goude. Nello stesso anno viene pubblicato un singolo di remix in versione Electroclash del brano I've Seen That Face Before (Libertango) dal titolo Hell Interpretations ad opera del dj tedesco Hell.
Nel 2006 recita nel film No Place Like Home di Perry Henzell e nel 2007 appare nel documentario Queens of Disco.
Nel 2008 appare nel biofic Falco – Verdammt, wir leben noch!, dedicato alla figura del cantante tedesco Falco, e nel film documentario diretto da Abel Ferrara Chelsea on the Rocks.

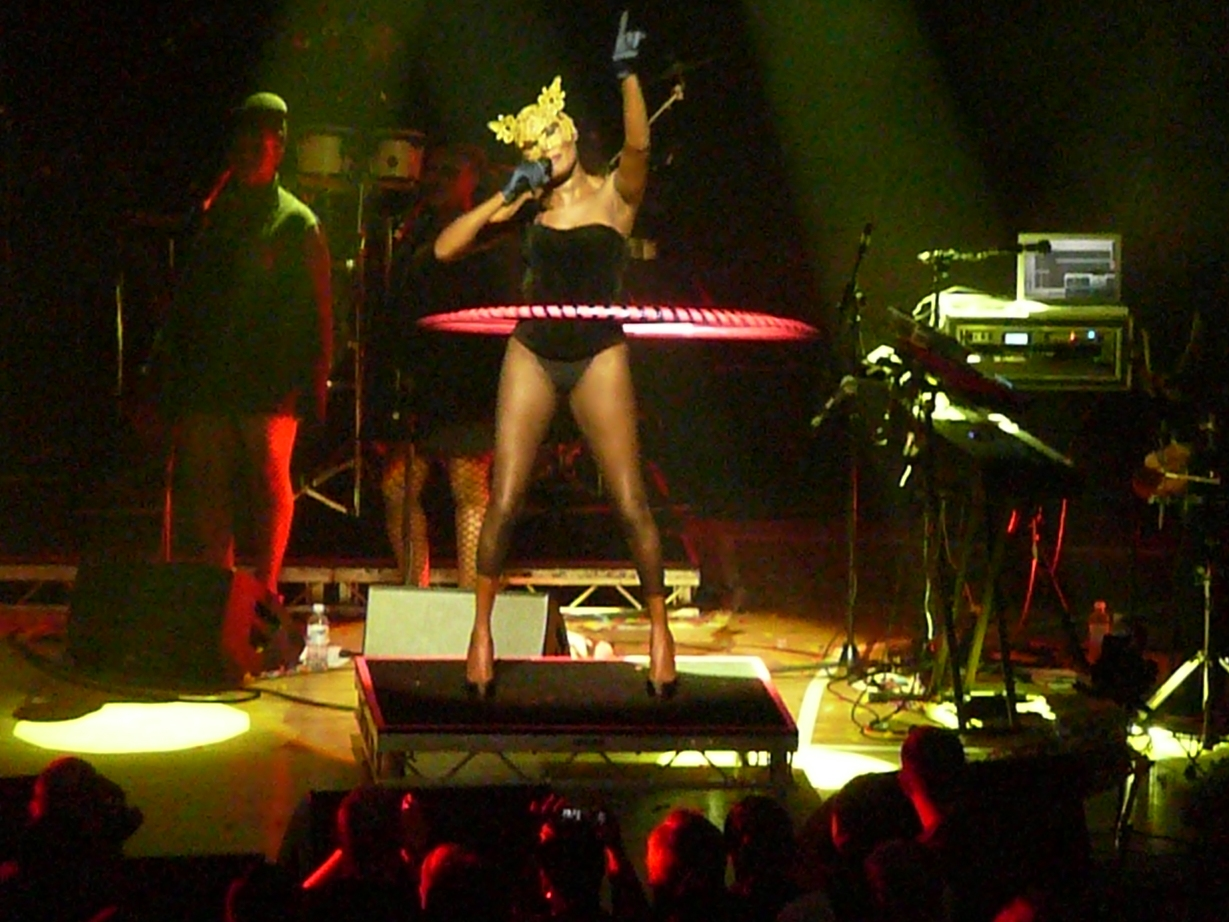
Grace Jones nel 2009

Dopo un lungo periodo di pausa, ritorna sulle scene nel 2008 con l'album Hurricane che riscuote un buon successo di critica.. Dopo una serie di progetti naufrati la Jones giurò che non avrebbe mai più inciso un album ma l'incontro con il produttore Ivor Guest le fece cambiare idea. I due si incontrarono ad una festa e iniziarono a collaborare alla stesura dei brani. L'album dallo stile autobiografico è un concept dalla forte matrice politica, critico nei confronti delle corporazioni economiche. La cantante riprende lo stile reggae che aveva caratterizzato i suoi lavori più celebri, richiamando anche gli stessi arrangiatori e produttori, Antony Genn, Bruce Woolley, Sly and Robbie, Wally Badarou, Barry Reynolds, Mikey Chung, e Uziah "Sticky" Thompson e con i contributi di Tricky e Brian Eno. Dall'album furono estratti quattro singoli: Corporate Cannibal, una critica feroce al Capitalismo e alle sue corporazioni e fu acclamato dalla critica, Williams' Blood, che descrive il rapporto della cantante con la sua famiglia, in particolare con la madre, moglie di un predicatore battista, ed il suo rapporto con quest'ultimo e le rigide regole religiose ricevute da bambina, il contrasto della sua educazione con la sua immagine pubblica e sulla fede in generale, Well Well Well e Love You to Life, ispirato alla storia di un suo ex amante caduto in coma che, al risveglio, pronunciò come prima parola il nome della cantante. Il singolo, inizialmente previsto per il 30 marzo 2009, fu pubblicato solamente nel maggio del 2010.
L'album è stato pubblicato su etichetta Wall of Sound il 3 novembre 2008. Prima dell'uscita dell'album, la Jones si è esibita al Meltdown Festival organizzato dai Massive Attack a Londra il 19 giugno 2008, dove ha eseguito quattro nuove canzoni dall'album e ha presentato in anteprima il video musicale di Corporate Cannibal, realizzato dall'artista Nick Hooker. Il disco è stato ulteriormente promosso dal The Hurricane Tour, terzo tour ufficiale della cantante, ed ha conseguito il disco d'oro per le centomila copie vendute.
Nel 2009 la Jones è stato premiata con il Q Idol Award e nello stesso anno Chris Cunningham ha prodotto un servizio di moda per il periodico Dazed & Confused utilizzando la Jones come modella. Sempre nel 2009 partecipa al disco dell'artista di avanguardia Brigitte Fontaine nel brano Soufi, incluso nell'album Prohibition.
Nel 2010 si esibisce dal vivo alla diciottesima edizione dell'Elton John AIDS Foundation Academy Award Viewing Party, manifestazione organizzata dal cantante britannico per raccogliere fondi per la ricerca sull'HIV.
Nel 2011 collabora nuovamente con Brigitte Fontaine in due tracce dell'album L'un n'empêche pas l'autre, Dancefloor e La caravane, che la Jones esegue dal vivo al sessantunesimo congresso della FIFA. Nello stesso anno viene pubblicata una versione remix dell'album Hurricane dal titolo Hurricane Dub.
Nell'aprile del 2012 si esibisce all'Inspiration Gala, benefit organizzato a San Paolo del Brasile per la raccolta fondi da devolvere alla ricerca sull'AIDS e nello stesso anno si esibisce al The Diamond Jubilee Concert, concerto tributo per i sessant'anni di regno della regina Elisabetta. Nello stesso periodo si esibisce anche al Lovebox Festival. Il 27 ottobre si esibisce in un'unica data al Roseland Ballroom di New York.
Nel 2014 partecipa alla colonna sonora del film Hunger Games: Il canto della rivolta - Parte 1, curata dalla cantante neo-zelandese Lorde, con il brano Original Beast.

Nel 2015 viene pubblicata la sua autobiografia, I'll Never Write My Memoirs, scritta con Paul Morley.

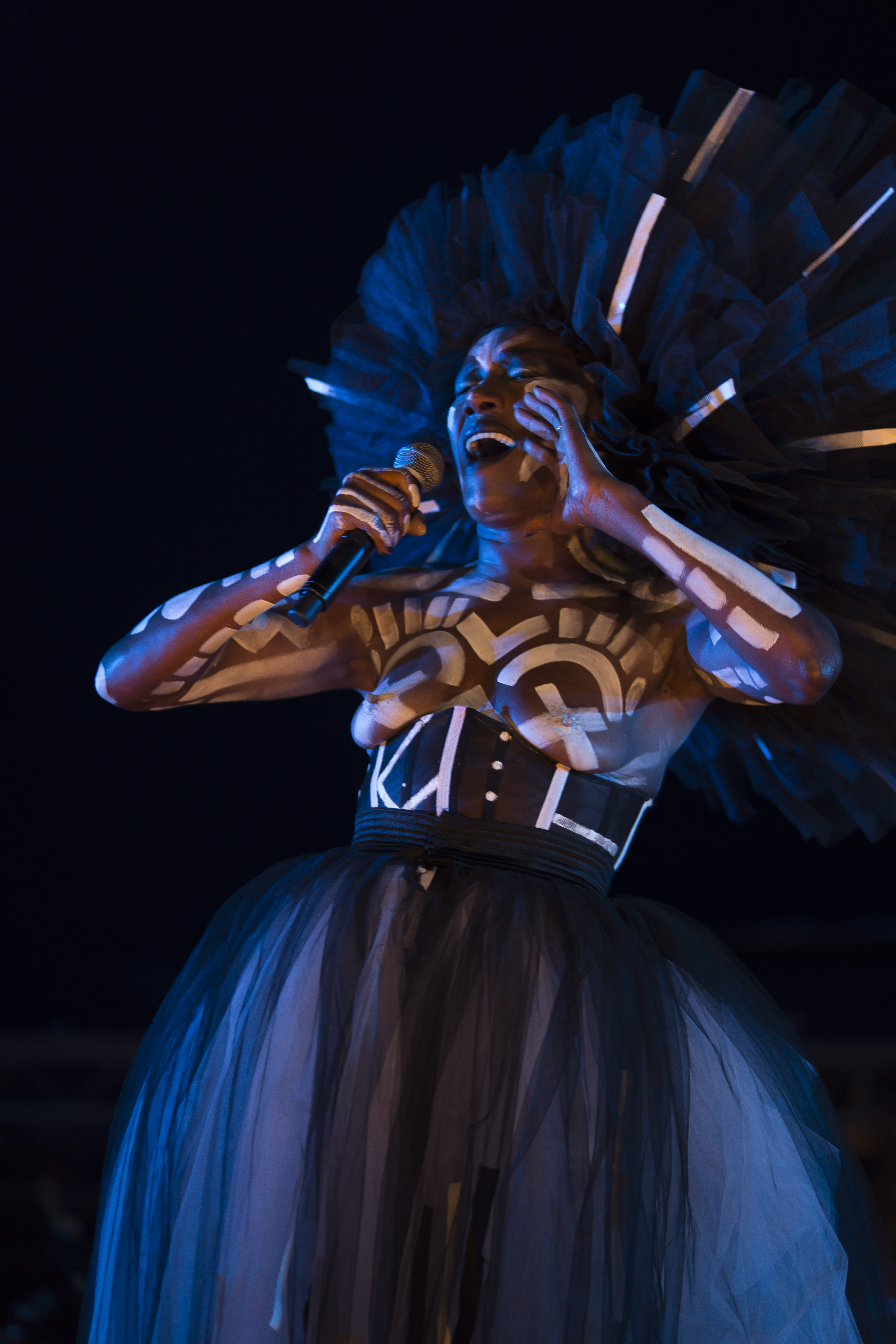
Grace Jones durante un'esibizione nel 2015

Nel 2016 recita nel film musicale Gutterdämmerung del regista Björn Tagemose.
Nel 2017 collabora con i Gorillaz nel brano Charger, incluso nel loro quinto album Humanz e nello stesso anno esce il documentario sulla sua vita, dal titolo Grace Jones: Bloodlight and Bami, per la regia di Sophie Fiennes.
Nel giugno del 2022 è l'organizzatrice della ventisettesima edizione del Meltdown Festival e duetta con Beyoncé e Tems nel brano Move incluso nell'album Renaissance.
Nell'aprile del 2023 collabora a due tracce dell'album di Dave Okumu I came from love, Two Things e A paradise.
Nel giugno 2023 duetta con la cantante e attrice statunitense Janelle Monáe nel singolo Ooh La La, contenuto nell'album di quest'ultima The Age of Pleasure.

## Vita privata
La Jones è stata legata sentimentalmente al fotografo Jean-Paul Goude, artefice di molte delle copertine dei suoi dischi, dal quale ha avuto un figlio, Paulo, il quale l'ha resa nonna.  Dal 1984 al 1989 è stata fidanzata con l'attore svedese Dolph Lundgren al quale procurò un piccolo ruolo nel film 007 - Bersaglio mobile. Nel 1990 si è legata all'attore danese Sven-Ole Thorsen e ha dichiarato di preferire la coppia aperta. Nel 1996 ha sposato Atila Altaunbay nonostante molte fonti abbiano speculato sul fatto che avesse sposato Chris Stanley, suo produttore, notizia smentita da lei stessa nella sua autobiografia.

## Stile musicale ed influenze
Lo stile elegante e decadente di Grace Jones, che unisce disco music, reggae, pop, rock e new wave, è considerato la trasposizione musicale dello zeitgeist dei primi anni ottanta, definita "un'epoca di plastica, eccessi e suggestioni mutant disco". Se i primi album l'hanno "coronata" regina della disco music, a partire da Warm Leatherette (1980) l'artista rinuncia in buona parte alle sonorità dance degli esordi per concentrarsi su uno stile debitore del reggae della post-disco e del rock, mentre con il seguente Nightclubbing (1981) si avvicina in modo più deciso alla new wave: genere con cui avrà modo di cimentarsi anche in Slave to the Rhythm (1985). Grace Jones viene inoltre considerata un'anticipatrice del trip hop.
Grace Jones è spesso citata come una delle pioniere del movimento Crossdressing già a partire dagli anni ottanta, ed è stata citata come fonte di ispirazione da parte di numerosi artisti, tra cui Beyoncé, Annie Lennox, Lady Gaga, Rihanna, Solange Knowles, Lorde, Róisín Murphy, Brazilian Girls, Santigold e Basement Jaxx.

## Discografia

### Album in studio
- 1977 - Portfolio
- 1978 - Fame
- 1979 - Muse
- 1980 - Warm Leatherette
- 1981 - Nightclubbing
- 1982 - Living My Life
- 1985 - Slave to the Rhythm
- 1986 - Inside Story
- 1989 - Bulletproof Heart
- 2008 - Hurricane

## Filmografia

### Cinema
- Sweet Vengeance regia di Amin Q. Chaudhri (1970)
- La guerra di Gordon (Gordon's War), regia di Ossie Davis (1973)
- Attenti agli occhi attenti al... (Attention les yeux !), regia di Gérard Pirès (1976)
- Quelli della calibro 38, regia di Massimo Dallamano (1976)
- Deadly Vengeance, regia di Amin Q. Chaudhri (1981)
- Conan il distruttore (Conan the Destroyer), regia di Richard Fleischer (1984)
- 007 - Bersaglio mobile (A View to a Kill), regia di John Glen (1985)
- Vamp, regia di Richard Wenk (1986)
- Diritti all'inferno (Straight to Hell), regia di Alex Cox (1987)
- Siesta, regia di Mary Lambert (1987)
- Il principe delle donne (Boomerang), regia di Reginald Hudlin (1992)
- Cyber Bandits, regia di Erik Fleming (1995)
- McCinsey's Island, regia di Sam Firstenberg (1998)
- Palmer's Pick Up, regia di Christopher Coppola (1999)
- No Place Like Home, regia di Perry Henzell (2006)
- Falco – Verdammt, Wir Leben Noch!, regia di Thomas Roth (2008)
- Gutterdammerung, regia di Bjorn Tagemose (2016)

### Televisione
- Stryx (1978)
- A Reggae Session (1998)
- BeastMaster (1999)
- Shaka Zulu: The Citadel (2001)
- Blood Moon/ Wolf Girl (2001)

### Documentari
- Army of Lovers or Revolution of the Perverts/Armee der Liebenden oder Revolte der Perversen (1979)
- Mode in France (1985)
- Superstar: The Life and Times of Andy Warhol (1990)
- In Search of Dracula with Jonathan Ross (1996)
- Behind the Music – Studio 54 (1998)
- Queens of Disco (2007)
- Chelsea on the Rocks (2008)
- Grace Jones: Bloodlight and Bami (2017)

## Tour
- A One Man Show (1981)
- Grace in Your Face (1990)
- Hurricane Tour  (2009)

## Teatro
- The Wiz (1997)

## Libri
Grace Jones e Paul Morley, I'll Never Write My Memoirs, Gallery Books (2015)

## Doppiatrici italiane
- Vittoria Febbi in 007 Bersaglio mobile
- Roberta Greganti in: Conan il distruttore
- Ludovica Modugno in: Il principe delle donne

## Riconoscimenti
- 1985 – Bravo Otto Awards – Best Female Actress
- 2008 – Q Award – Q Icon[101]
- 2017 – The Voice of a Woman Awards – Lifetime Achievement Award[102]
- 2017 – Bahamas International Film Festival – Career Achievement Award